# Phrynopus thompsoni
Phrynopus thompsoni är en groddjursart som beskrevs av William Edward Duellman 2000. Phrynopus thompsoni ingår i släktet Phrynopus, och familjen Strabomantidae. IUCN kategoriserar arten globalt som otillräckligt studerad. Inga underarter finns listade.